# Lawrence M. Judd

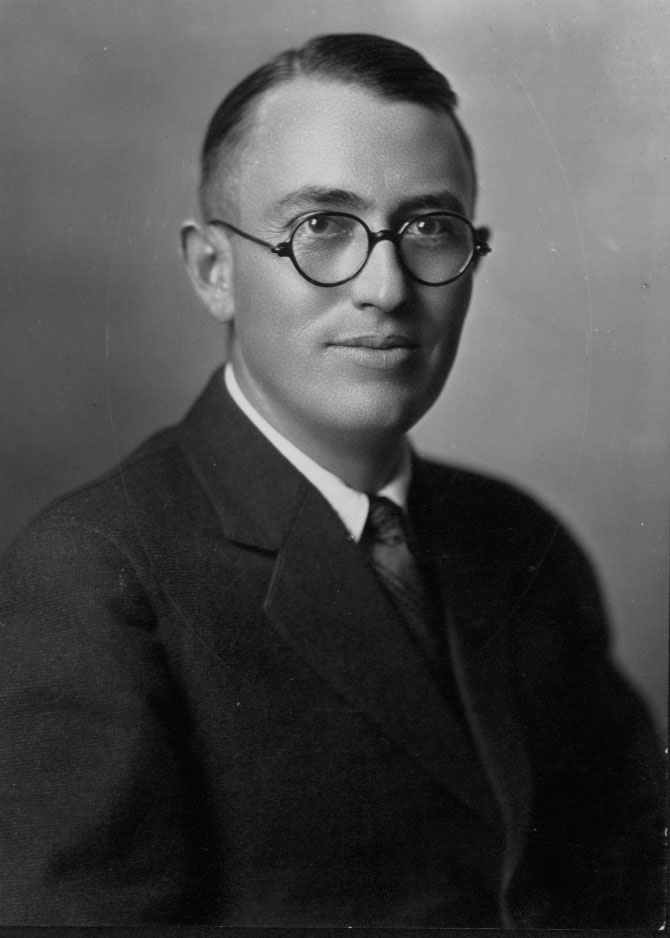
Lawrence McCully Judd

Lawrence McCully Judd (* 20. März 1887 in Honolulu, Königreich Hawaiʻi; † 4. Oktober 1968 ebenda) war der siebte Gouverneur des Hawaii-Territoriums und hatte dieses Amt von 1929 bis 1934 inne. Vom 4. März 1953 bis zum 1. Oktober desselben Jahres war Judd Gouverneur von Amerikanisch-Samoa.
Judd wurde am bekanntesten durch seine Begnadigung bzw. Umwandlung einer Verurteilung gegen Grace Hubbard Fortescue, die vom Gerichtshof von Hawaii aufgrund des Totschlags an Joseph Kahahawai, im Zusammenhang mit der so genannten Massie Affäre, zu einer zehnjährigen Gefangenschaft verurteilt wurde. Stattdessen ordnete er einen einstündigen Aufenthalt in seinem Büro an. Die Tochter Fortescues, Thalia Fortescue Massie, hatte zuvor mehrere Einheimische und japanischstämmige Einwohner der Vergewaltigung bezichtigt. Da jeder der Beschuldigten die Tat nicht begangen haben konnte, hatte man die Anklage zum Unmut ihres Vaters fallen gelassen.